# Obelisk von Luxor

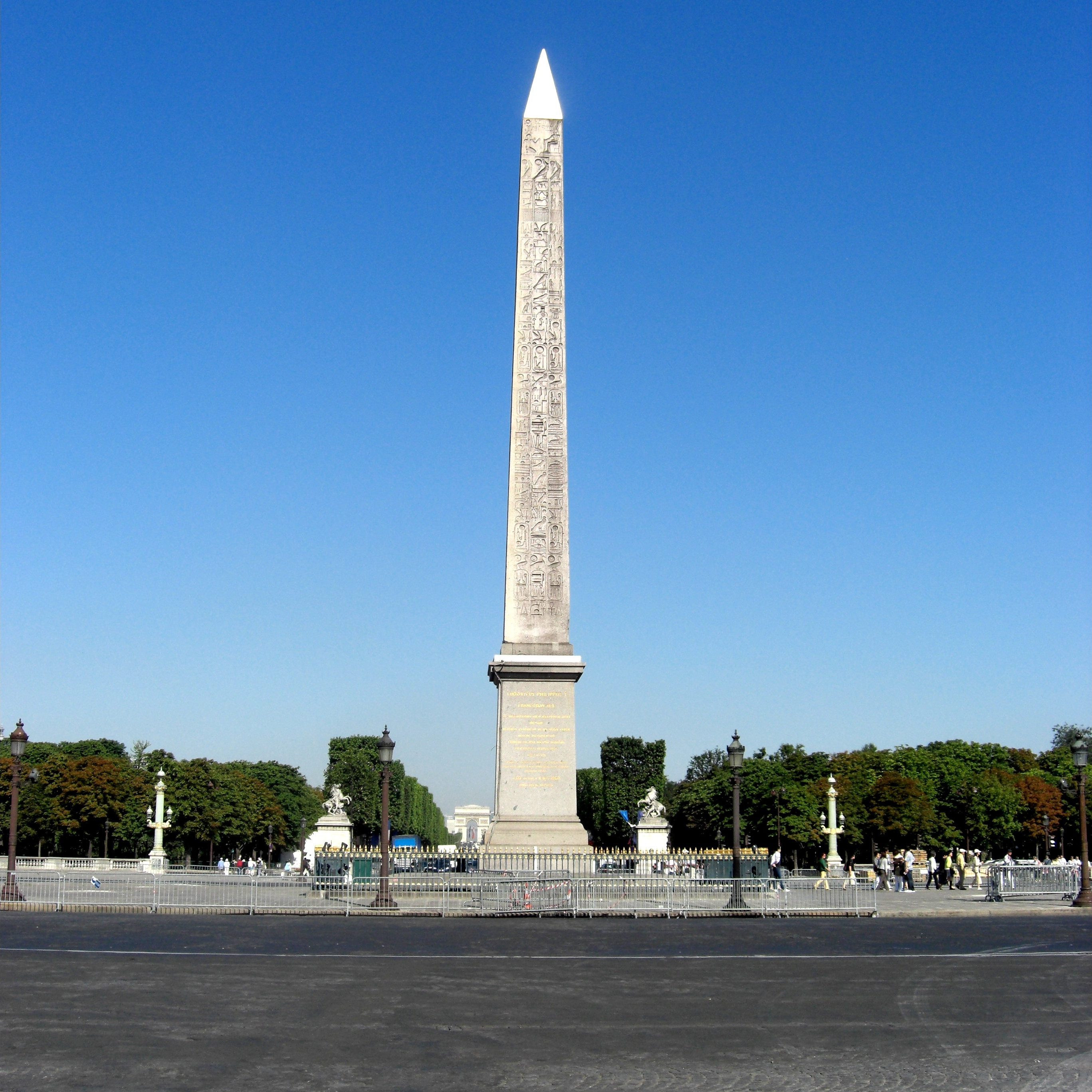
Der Obelisk von Luxor
auf der Place de la Concorde

Der Obelisk von Luxor ist ein 23,50 Meter hoher, etwa 230 Tonnen schwerer Monolith aus Granit. Er wurde im 13. Jahrhundert v. Chr. zur Regierungszeit Ramses II. in Ägypten angefertigt und stand bis 1831 im Tempelbezirk von Luxor. Seit 1836 steht er auf der Place de la Concorde in Paris und stellt eines der historischen Monumente der Axe historique zwischen dem Louvre und der Grande Arche dar.

## Geschichte
Den Obelisken ließ Pharao Ramses II. in Luxor in Theben errichten, wo er mit seinem Gegenstück den Durchgang des Pylons im Luxor-Tempel flankierte. Das Gegenstück steht noch heute am ursprünglichen Ort, an der Ostseite des Durchganges. Beide Obelisken waren ein Geschenk des von 1805 bis 1848 regierenden Vizekönigs von Ägypten, Muhammad Ali Pascha, an den französischen König Karl X. und Frankreich, doch wurde nur ein Obelisk nach Frankreich gebracht. Im Gegenzug schenkte Karls Nachfolger, Louis Philippe, Ägypten im Jahr 1845 eine kupferne Uhr, die heute die Zitadelle von Kairo schmückt.
Der Transport des Obelisken dauerte drei Jahre und fiel in die Verantwortung von Jean-François Champollion. Ein Louxor getauftes Schiff unter Kapitän Raymond de Verninac Saint-Maur verließ im April 1831 den Hafen von Toulon, fuhr im August 1831 den Nil flussaufwärts, nahm den Obelisken im Dezember 1831 an Bord und fuhr im Dezember 1832 den Nil hinab nach Frankreich. Es erreichte Toulon mit seiner kostbaren Fracht im Mai 1833 und im August 1834 nach einer Fahrt über die Seine die Stadt Paris. Die Anlandung erfolgte am Cours Albert 1er / Cours-la-Reine, einem Straßenzug am Seineufer.
Der aus Köln stammende Architekt Jakob Ignaz Hittorff schuf für den Obelisken einen fünf Meter hohen Sockel. Am 25. Oktober 1836 konnte der Obelisk auf der Place de la Concorde in Paris aufgerichtet werden. Seit dem 13. April 1937 ist er als Monument historique eingestuft. Das älteste Denkmal der Stadt erhielt am 14. Mai 1998 ein 3,60 Meter hohes Pyramidion aus vergoldeter Bronze, gespendet von dem Unternehmer Pierre Bergé. François Mitterrand verkündete am 26. September 1981, wenige Monate nach seiner Wahl zum französischen Staatspräsidenten, die Restitution des zweiten, in Ägypten verbliebenen Obelisken, der somit offiziell in den Besitz des ägyptischen Staates zurückkehrte. Die große Kupferuhr aus Frankreich, die seit ihrer Ankunft in Ägypten nicht regulär funktionierte, wurde im Jahr 2021 in Stand gesetzt.

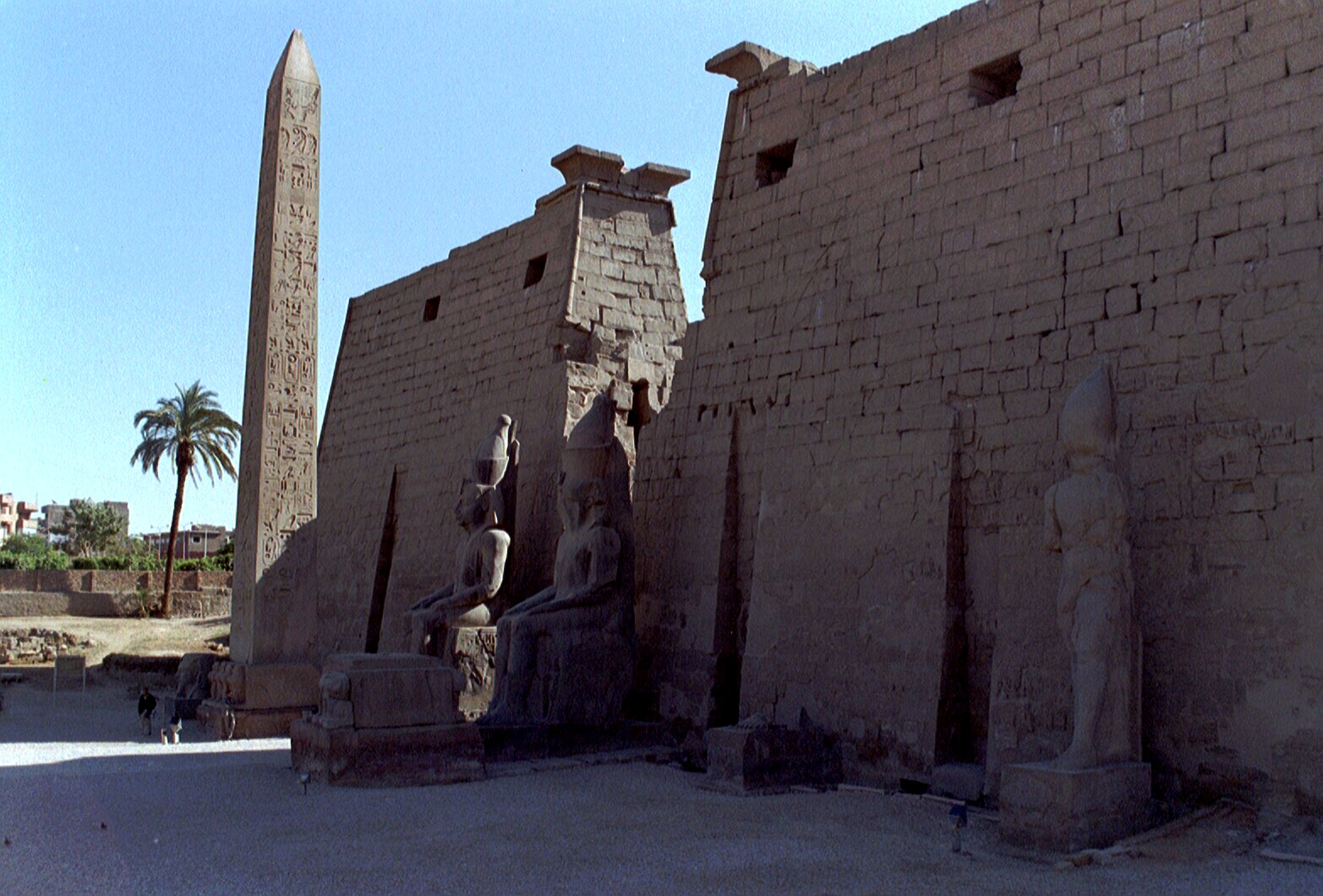
Der in Luxor verbliebene Obelisk vor dem Pylon des Tempelbezirks
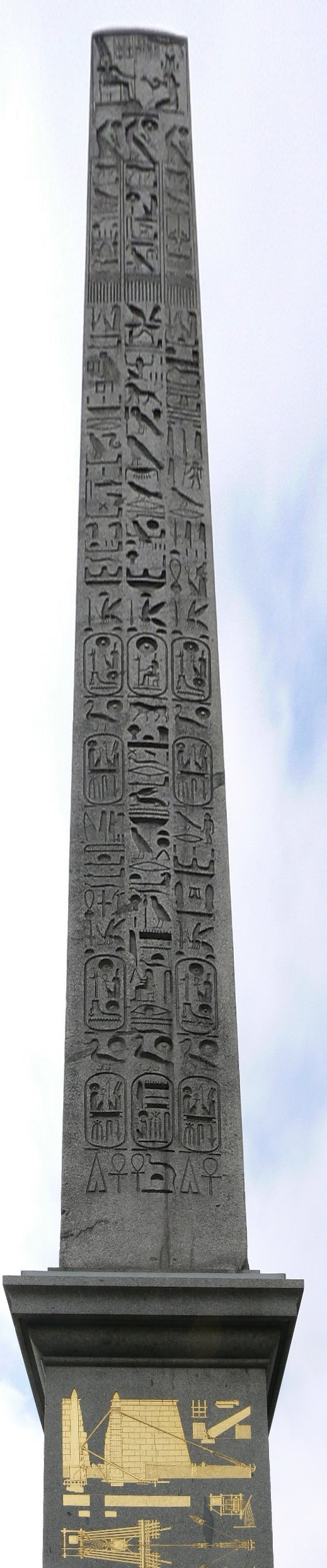
Der Pariser Obelisk in einer Detailansicht
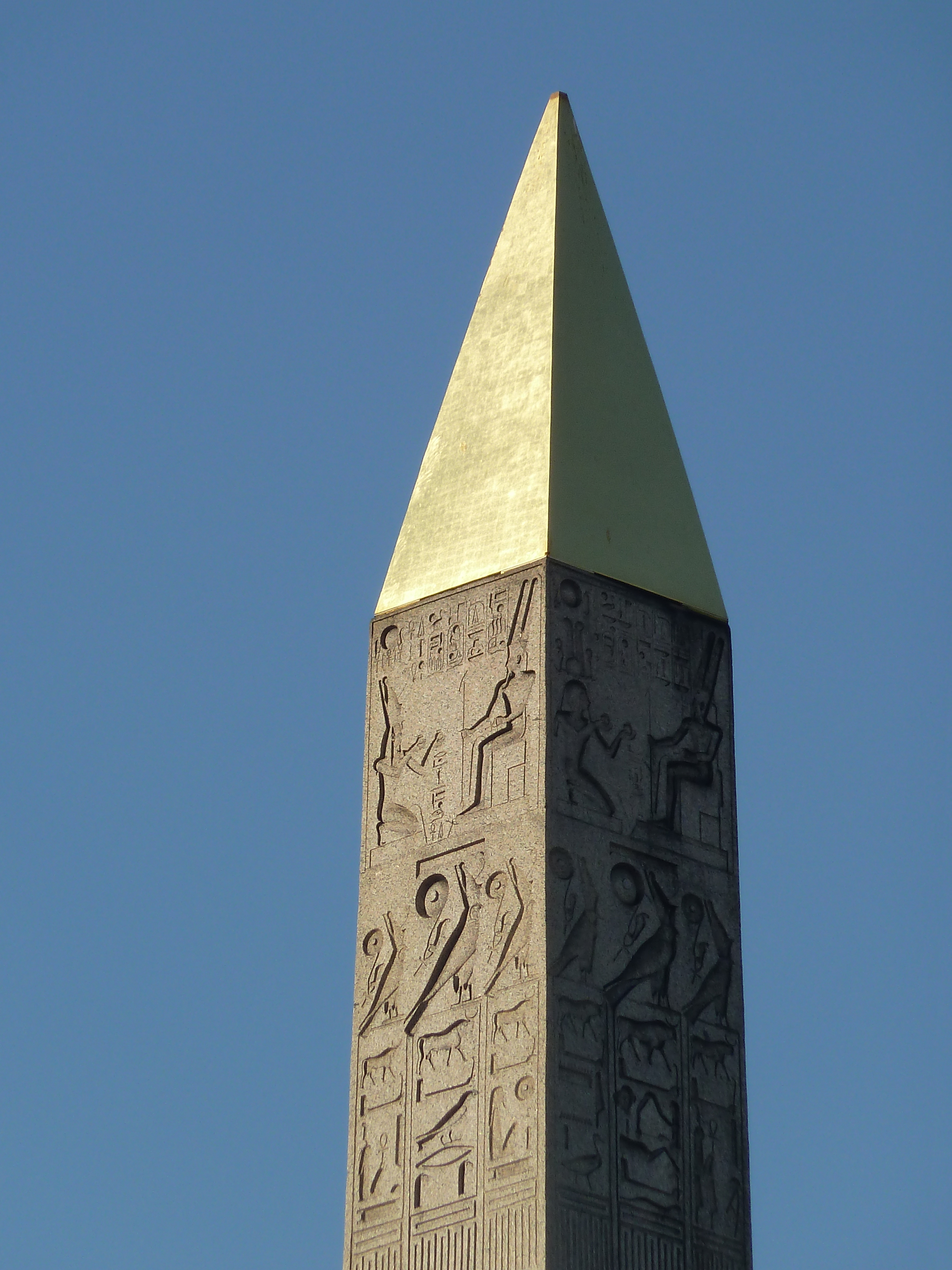
Die moderne vergoldete Spitze (Pyramidion) des Obelisken
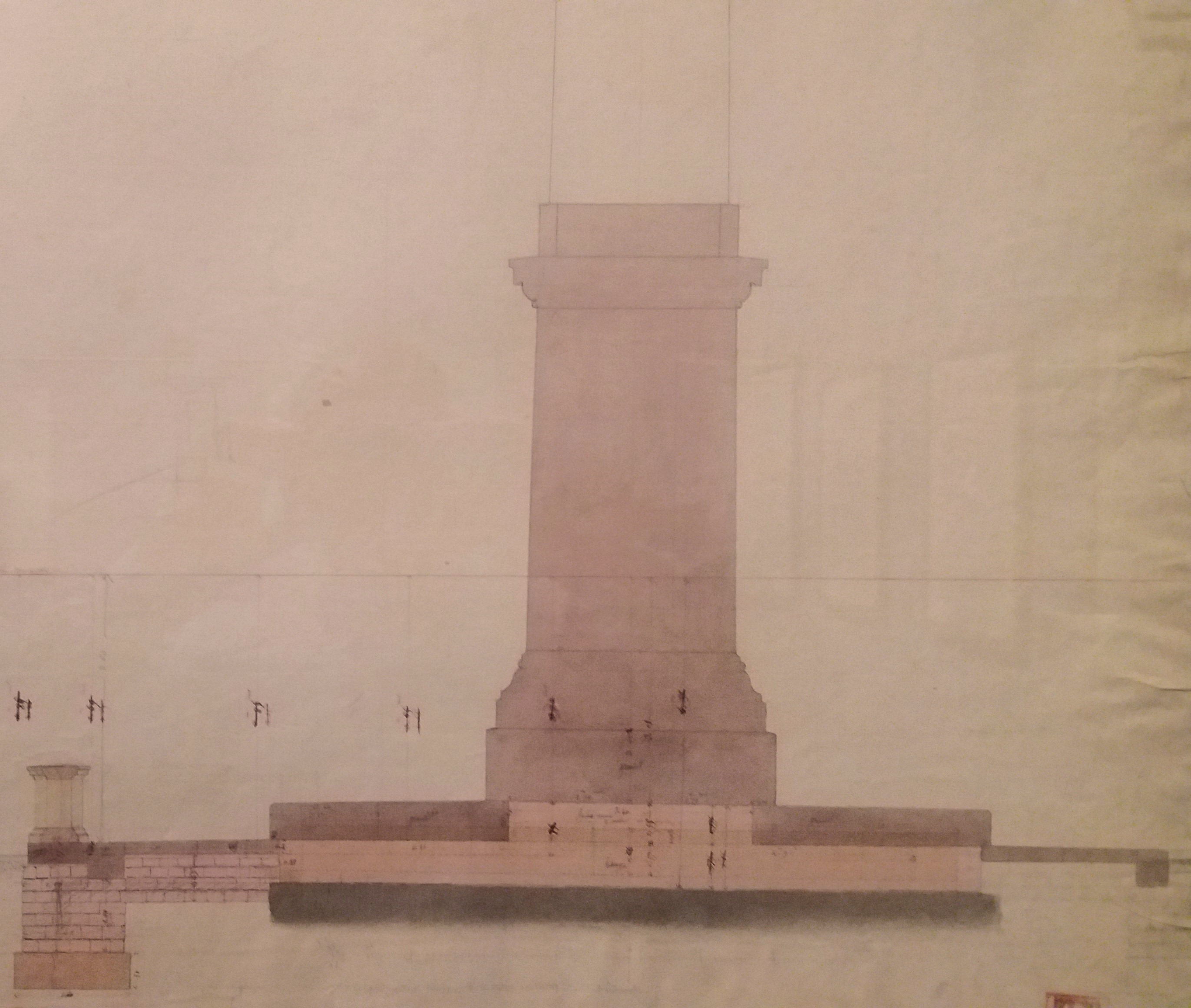
Der Sockel in einer Zeichnung Hittorffs von 1836, heute in der Sammlung des Wallraf-Richartz-Museums, Köln

## Beschaffenheit
Es handelt sich um einen 23,50 Meter hohen und etwa 230 Tonnen schweren Granit-Monolith (aus Syenit) aus dem 13. Jahrhundert vor Christus. Die etwa 1600 eingemeißelten Hieroglyphen künden von den ruhmreichen Taten des Pharaos Ramses II.